# 케빈 듀랜드
케빈 듀랜드(Kevin Durand, 1974년 2월 14일 ~ )는 캐나다의 배우이다.

## 출연 작품
- 나비효과
- 리얼스틸
- PMC: 더 벙커
- 혹성탈출: 새로운 시대 - 프록시무스 시저 역